# Villefranche-sur-Cher

Villefranche-sur-Cher este o comună în departamentul Loir-et-Cher, Franța. În 1 ianuarie 2022 avea o populație de 2.657 de locuitori.